# Fundación Zorroaga
La Fundación Zorroaga en San Sebastián (España)  es una fundación privada sin ánimo de lucro destinada a acoger y prestar servicios sociales y socio- sanitarios a las personas mayores derivadas por las instituciones públicas con las que tiene convenios.
Inició su actividad en 1714 teniendo diferentes denominaciones a lo largo de los años.
La sede actual en el Alto de Zorroaga fue inaugurada en 1910 y ha experimentado reformas profundas, tanto físicas como organizativas, en los años 1973 y 2003.
En sus instalaciones atiende en régimen residencial a personas mayores autónomas en uno de sus edificios (67 plazas) y a personas mayores dependientes y grandes dependientes en otro (233) plazas y 2 plazas de estancia temporal.
A ello se suman otras 50 plazas en régimen de estancias diurnas (centro de día) para personas dependientes y un conjunto de 17 apartamentos tutelados para personas autónomas.

## Historia
Dado el elevado número de mendigos existentes en la ciudad, el rey Felipe V de España fundó el Patronato de la Real Casa de la Misericordia de  San Sebastián bajo su protección en 1714.
Era una  casa de hospicio para socorrer y asistir a pobres de uno y otro sexo y estaba situada en el barrio de San Martín de San Sebastián.
Fue adquiriendo  bienes de su exclusiva pertenencia, procedentes de limosnas, herencias y legados de ciudadanos.
Tras la guerra de la independencia quedó destruido reedificándose en 1821  con capacidad para 250 asilados. Nuevamente tras la primera guerra  carlista se destruyó  cambiando de ubicación a la zona de Atocha.
El Ayuntamiento de San Sebastián  creó el Patronato Zorroaga en 1899 y en 1906 adquirió los terrenos del caserío Zorroaga  sobre el que se construyó en 1910 el Asilo Reina Victoria en sustitución del caserón de Atocha. Daba acogida en diferentes pabellones  a niños, niñas, y dos pabellones de 180 plazas cada uno para ancianos y ancianas.  
Las Hijas de la Caridad fueron las encargadas de su actividad y la atención médica recayó en el médico Luis Alzúa (San Sebastián 1856), al que la ciudad le distinguió con la Cruz de Beneficencia.
A la colocación de la primera piedra asistieron el 24 de septiembre de 1906, los reyes Alfonso XIII y Victoria Eugenia y la Reina Madre  María Cristina. 
En 1920 fue ampliado el asilo y en los años 1973 y 2003 experimentó reformas profundas. 
En la actualidad tiene 302 plazas en residencia y 50 plazas como centro de día.
Es destacable la participación ciudadana en forma de donaciones, legados y herencias que ha fortalecido la Institución a lo largo de su historia.
En el año 2011 recibió la Q de plata del Gobierno Vasco en reconocimiento a su trayectoria con los desvalidos.